# Flik 7
La Fliegerkompanie 7 (abbreviata in Flik 7) era una delle squadriglie della Kaiserliche und Königliche Luftfahrtruppen.

## Storia

### Prima guerra mondiale
Dopo lo scoppio della prima guerra mondiale, la Flik 7 combatté sul fronte orientale, inizialmente con base a Sichówi e poi si trasferì negli aeroporti di Szczucin, Tarnów e Nisko, seguendo il movimento della linea ad arco. Dopo l'Offensiva di Gorlice-Tarnów, si stabilì ad est di Zsovkva, poi a Berna, in Ucraina. Il 4 novembre 1915, la squadriglia fu ritirata dai combattimenti e fu condotta ad Aspern, vicino a Vienna. L'anno dopo era sul fronte italiano con base all'Aeroporto di Cirè di Pergine Valsugana. Il 4 febbraio 1916 la squadriglia, insieme alle Flik 16 e Flik 17, mandò quattro aerei al primo bombardamento a lunga distanza su Milano.
Nel maggio 1916 era al comando dell'Hptm Bruno Schonowsky con 4 Lohner B.VII e 2 Hansa-Brandenburg C.I.
Il 15 giugno 1916 un Caproni della 10ª Squadriglia da bombardamento "Caproni" di Padova viene attaccato dopo un bombardamento su Mattarello da un biplano della Flik 7 che lo attacca in picchiata. Dopo un vivace scambio di colpi, l'assalitore viene visto abbandonare il combattimento picchiando bruscamente verso Trento. Colpito da numerosi colpi e col pilota Zugsführer Karl Rose ferito, e del Tenente Johann Baumgartner, l'Hansa-Brandenburg C.I è costretto a prendere terra in una vigna.
Lo stesso giorno il Cap. osservatore Enrico Giorgetti ed il S.Ten. Antonio Locatelli della 30ª Squadriglia Farman di Verona rivendicano una vittoria a Nave San Rocco: attaccati da un Lloyd, replicano col fuoco della mitragliatrice e vedono l'osservatore nemico abbattersi e l'aereo scendere in picchiata, come se non fosse governato.
La motivazione della Medaglia d'argento al valor militare di Locatelli (ricevuta anche da Giorgetti con qualche termine diverso) dice: «In ricognizioni aeree su Mezzolombardo, a Nave San Rocco, veniva assalito a 30 metri di distanza, ed alle spalle, da un aeroplano nemico, e riusciva con la sua calma e abile manovra a farlo abbattere dal proprio osservatore. Seguitava poi arditamente l'esecuzione del mandato affidatogli, quantunque l'apparecchio fosse stato colpito in parti vitali, riportando utili e preziose informazioni.» — Nave San Rocco (Val Lagarina), 15 giugno 1916.
E' da rilevare che le circostanze corrispondono per data e località alla rivendicazione dell'equipaggio del Caproni della 10ª Squadriglia di cui sopra.
Nel luglio 1917, l'Aeronautica fu riorganizzata, le reclute della squadriglia furono assunte ed il nome diventa Flik 7D e venne rimandata sul fronte orientale. Dopo la resa della Russia (Trattato di Brest-Litovsk), fu trasformata in squadriglia da caccia (Flik 7J) e tornò in Italia all'aeroporto di Gardolo.
Dopo la guerra, l'intera aviazione austriaca fu sciolta.
Tra le sue file vi era l'Asso dell'aviazione Roman Schmidt che ottenne una vittoria nella squadriglia.